# Kurashiki
Kurashiki (jap. 倉敷市 Kurashiki-shi) – miasto w Japonii, na wyspie Honsiu, w prefekturze Okayama.

## Położenie
Leży w południowej części prefektury nad Morzem Wewnętrznym, graniczy z miastami:
- Asakuchi
- Okayama
- Sōja
- Tamano

## Historia
Prawa miejskie otrzymało 1 kwietnia 1928 roku.

## Przemysł
W mieście rozwinął się przemysł: przetwórczy ropy naftowej, środków transportu, chemiczny, lotniczy, włókienniczy, metalowy oraz poligraficzny.

## Miasta partnerskie
- Stany Zjednoczone: Kansas City
- Nowa Zelandia: Christchurch
- Austria: St. Pölten
- Chińska Republika Ludowa: Zhenjiang